# Rixonim
Els Rixonim (en hebreu: ראשונים) (en singular: ראשון) (transliterat Rixonim) (en català: "els primers") van ser els rabins principals, i els Poskim (referents) que van viure aproximadament entre el segle xi i el segle xv, abans de l'escriptura del Xulhan Arukh, i després dels Gueonim. Els rabins erudits que són posteriors al Xulhan Arukh, són coneguts com els Acharonim, "els darrers". El període dels Rixonim s'estén entre l'any 1050 i el 1500.

La distinció entre els Rixonim i els Gueonim és fonamentalment temporal, des de la visió de la Halacà (llei tradicional jueva) la distinció és menys important. D'acord amb la visió ortodoxa, els Acharonim no poden disputar les regles fixades pels rabins d'èpoques anteriors tret de que es trobin fonament en savis d'aquestes eres. Des d'un altre punt de vista, aquesta visió no és part formal de la halacà, i fins i tot per alguns rabins, és una violació del sistema legal de la halacà. En la seva obra The Principles of Jewish Law, el rabí ortodox Menachem Elon, va escriure que aquests punts de vista:
| « | ... intrínsecament violan el precepte de Hilkheta-Ke-Vatra'ei, això és, la Llei està d'acord amb els jutges del seu temps. Aquesta regla prové del període dels Gueonim. Fins als temps dels rabins Raba i Abaie (IV segle E.C.) la Llei es decidia d'acord amb la visió dels mestres anteriors, però des d'aquell temps en endavant, les opinions legals dels mestres post-talmúdics va prevalir sobre les opinions contràries de les generacions anteriors. | » |

Entre els Rixonim més destacats, podem esmentar a Raixí, Rabeinu Guerxom, Maimònides (el Rambam), Najmànides (el Ramban), Roix, Rif, i els tosafistes.

## Importància històrica
L'època dels Rixonim és l'època dels codificadors, el creixement del cos normatiu durant l'època talmúdica i dels Gueonim havia portat a una complexitat, que va fer necessària una nova codificació, com havia estat en el seu moment la Mixnà. El major codificador va ser el Rambam, Maimònides, en el seu treball Mixné Torà, que fou la base del Xulhan Arukh, 400 anys després.
També pertany a aquesta època el desenvolupament de la Càbala, com a cos místic, i l'enfrontament entre els corrents racionalistes, basats en el Rambam, i les visions místiques, amb els cabalistes com a representants.

## Obres
A aquest període pertany l'anomenat segle d'or espanyol, i grans obres filosòfiques i poètiques, que van ser escrites pels Rixonim, obres com "El kuzari", "Les siònides", de Yehudà ha-Leví, "La guia dels perplexos", de Maimònides, i els comentaris del Rif, el Roix, i el Raixbà.

## Alguns Rixonim
- Abba Mari, (Minhat Kenaot)
- Isaac Abravanel, (Abarbanel)
- Abraham ibn Ezra, (Even Ezra)
- Aixer ben Jehiel, (el Roix)
- Rabeinu Guerxom
- Isaac Alfassi (El Rif)
- Maimònides, Moixè ben Maimon, (el Rambam)
- Nakhmànides, Bonastruc ça Porta, Moixè ben Nakhman, (el Ramban)
- Raixí, (Solomon ben Yitzchak)
- Tosafistes, (Tosafot)
- Yehudà ha-Leví, (el Kuzari)
- Menachem Meiri, (Meiri),
- Yom Tov Asevil·li, (Ritva),
- Salomó ben Adret, (el Raixbà)
- Rabbenu Tam